# Chamorro (Sprache)
Chamorro ist eine west-malayo-polynesische Sprache und gehört damit zu den austronesischen Sprachen. Gesprochen wird Chamorro auf den Nördlichen Marianen und auf Guam, doch auch in den Bundesstaaten der Vereinigten Staaten gibt es Chamorro-Sprecher. Obwohl die Marianen einschließlich Guam zur Region Mikronesien gerechnet werden, steht das Chamorro den Sprachen Indonesiens und der Philippinen näher als dem zu den eigentlichen mikronesischen Sprachen gehörigen Karolinischen, welches auf einigen nördlichen Marianeninseln (Saipan, Anatahan und Agrihan) gesprochen wird.
In den letzten Jahrzehnten ist die Zahl der Chamorro-Sprecher insgesamt zurückgegangen, doch verschiedene Kampagnen versuchen, dieser Entwicklung entgegenzuwirken.

## Geschichte
Die Entwicklung des Chamorro nachzuzeichnen ist schwierig, da es für die Zeit bis 1668 keinerlei schriftliche Belege gibt. Unklar ist auch, woher die Chamorro-Sprecher ursprünglich kamen. Als sicher gilt lediglich, dass die ersten Siedler auf den Marianen etwa 1520 v. Chr. eintrafen.
Die Bevölkerung der Chamorros wurde zum Teil durch Naturkatastrophen, aber vor allem auch durch die nicht friedlichen Missionierungsversuche der Jesuitenprediger ab 1668 stark reduziert und später beinahe ausgelöscht. In den folgenden Generationen durchmischte sich die ursprüngliche Bevölkerung mit Spaniern und Filipinos und so veränderte sich auch die Sprache Chamorro unter den äußeren Einflüssen.
Die ersten Aufzeichnungen zum Chamorro von den Jesuiten-Predigern sind zu ungenau, um daraus schließen zu können, wie die Sprache zu jener Zeit wirklich klang. So lässt sich über das Chamorro vor dem spanischen Einfluss kaum eine Aussage treffen.
Besonders die Herrschaft der Spanier auf den Nördlichen Marianen, die von 1668 bis zum Ende des Spanisch-Amerikanischen Krieges im Jahr 1898 andauerte, war für das Chamorro sehr prägend. Seit 1899 unterstand der nördliche Teil der Inseln dem Deutschen Reich, während der südliche Teil an die USA abgetreten wurde. Die durch die wechselnden Herrschaften entstandenen Sprachkontakte hatten alle einen Einfluss auf das Chamorro (siehe Wortschatz).

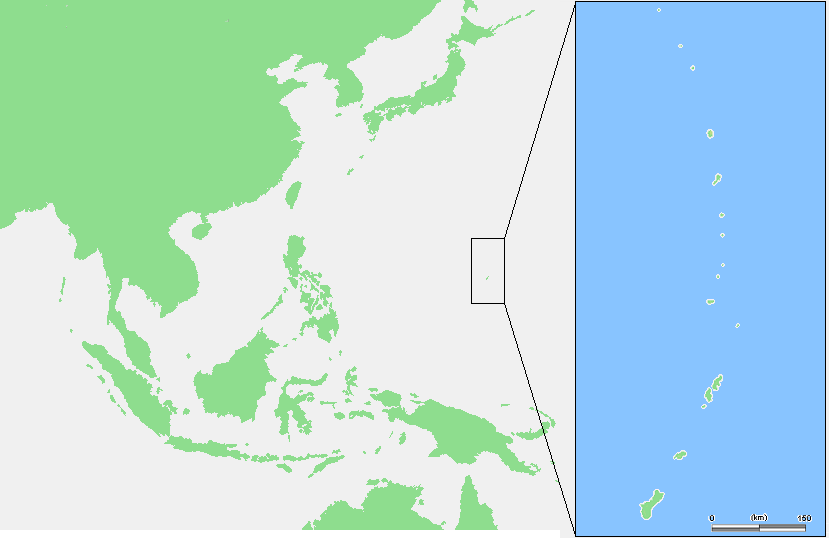
Die Marianen

## Geographische Verteilung

Verbreitungsgebiet des Chamorro in den Vereinigten Staaten

Chamorro wird auf den Nördlichen Marianen (ca. 14.200 Sprecher) und auf Guam (ca. 62.500 Sprecher) gesprochen. Auch in den USA gibt es Nachfahren der Chamorros: Im Jahr 2000 lebten in den gesamten Vereinigten Staaten 58.240 Chamorros, davon am meisten in Kalifornien (20.918). Wie viele dieser Menschen allerdings noch das Chamorro beherrschen, ist schwer festzustellen.

### Offizieller Status
Chamorro ist auf den Nördlichen Marianen eine von drei Amtssprachen (neben Englisch und Karolinisch). Auch auf Guam ist Chamorro eine Amtssprache (neben dem Englischen). Obwohl Englisch als alternative Amtssprache existiert, wird in beiden Gebieten überwiegend Chamorro als einheimische Umgangssprache gebraucht.

### Dialekte
Man kann mehrere Dialekte des Chamorro bestimmen. Der Dialekt, der im südlichen Teil von Guam gesprochen wird, unterscheidet sich beispielsweise von dem im nördlichen Teil. Insgesamt sind wiederum die Dialekte von Guam abzugrenzen von dem Dialekt von Saipan oder Rota, zwei Inseln der Nördlichen Marianen.
Diese Unterschiede sind jedoch eher gering. Meist handelt es sich um Abweichungen im Vokabular: Der Dialekt von Saipan beinhaltet beispielsweise mehr Lehnwörter des Japanischen, während auf Guam mehr englische Lehnwörter gebraucht werden.
Den größten Unterschied gibt es zwischen dem Dialekt, der auf Rota gesprochen wird, und allen übrigen Inseln: Der Rota-Dialekt wirkt rhythmischer als die übrigen, da es hier ein häufigeres Steigen und Fallen des Tonhöhenakzents gibt.
Insgesamt sind die dialektalen Unterschiede im Chamorro jedoch nicht so stark, dass es dadurch verursachte Verständnisschwierigkeiten unter den Sprechern gäbe.

## Phonetik/Phonologie

### Lautinventar
Konsonanten
|            | bilabial | bilabial | labio- dental | labio- dental | alveolar | alveolar | palatal | palatal | velar | velar | glottal | glottal |
| ---------- | -------- | -------- | ------------- | ------------- | -------- | -------- | ------- | ------- | ----- | ----- | ------- | ------- |
| stl.       | sth.     | stl.     | sth.          | stl.          | sth.     | stl.     | sth.    | stl.    | sth.  | stl.  | sth.    |         |
| Plosive    | p        | b        |               |               | t        | d        |         |         | k     | g     | ʔ       |         |
| Affrikaten |          |          |               |               | t̪͡s̪       | d̪͡z̪       |         |         |       |       |         |         |
| Frikative  |          |          | f             |               | s        |          |         |         |       |       | h       |         |
| Nasale     |          | m        |               |               |          | n        |         | ɲ       |       | ŋ     |         |         |
| Liquide    |          |          |               |               |          | l,r      |         |         |       |       |         |         |
| Halbvokale |          | w        |               |               |          |          |         |         |       |       |         |         |

Das Chamorro besitzt 18 Konsonanten und einen Halbvokal /w/. Dieser erscheint immer nur in Verbindung mit anderen Konsonanten, so beispielsweise in /pwenge/ (‚Nacht‘).
Konsonantencluster, also Verbindungen von mehreren Konsonanten, gibt es im Chamorro nur in spanischen Lehnwörtern, wie in /gloria/ (‚Ruhm‘) oder /kwentos/ (‚reden‘). Die Cluster umfassen in der Regel maximal zwei Konsonanten.
Auch Geminaten können die meisten Konsonanten des Chamorro bilden: /fatto/ (‚kommen‘), /sesso/ (‚oft‘). Eine Ausnahme bilden hier die Sprecher des Rota-Dialektes, die Geminaten als einfache Konsonanten aussprechen.
Vokale
|        | vorne | hinten |
| hoch   | i     | u      |
| mittel | e     | o      |
| tief   | a     | ɒ      |

Vor dem Einfluss des Spanischen gab es vermutlich nur die vier Vokale /i u a ɒ/. [e] und [o] waren zu dieser Zeit noch Allophone von /i/ und /u/ in geschlossenen Silben. Da in den spanischen Lehnwörtern, die dann ins Chamorro übernommen wurden, jedoch die beiden hohen Vokale (/i/ und /u/) in den geschlossenen Silben auftraten und /e/ und /o/ in offenen Silben, wurde wahrscheinlich das Lautinventar des Chamorros analog zum Spanischen erweitert.
Heute sind alle sechs Vokale bedeutungsunterscheidend.
In ursprünglichen Chamorro-Wörtern gibt es nur zwei gebräuchliche Diphthonge: /aj/ und /ɒw/, wie in /taitai/ (‚lesen‘) und /taotao/ (‚Person‘).
Betrachtet man jedoch die spanischen und englischen Lehnwörter, so lassen sich noch mindestens fünf weitere Diphthonge finden: /oi ia ea oe iu/. Einige Beispiele für ihr Auftreten sind /boi/ (von engl. ‚boy‘) oder /tiu/ (von span. ‚tio‘).
Grundsätzlich ist in Lehnwörtern wie diesen fast jede vorstellbare Kombination von Vokalen möglich, doch bei den genannten handelt es sich um die häufigsten.

### Silbe
Silben enthalten im Chamorro stets einen Vokal als Silbenkern, so dass sich folgende mögliche Strukturen ergeben (wobei C immer für einen Konsonanten und V für einen Vokal steht):
V, CV, CVC, VC, CCV, CCVC, C+Diphthong.

### Intonation/Betonung
Die Wortbetonung liegt bei Chamorro-Wörtern meist auf der vorletzten Silbe (Pänultima), wie in /tuláika/ (‚Austausch‘) oder /sága/ (‚bleiben‘). Von dieser Regel gibt es nur wenige Ausnahmen.
Auch bei Phrasen und Sätzen wird das Muster der Pänultima-Betonung beibehalten: /hafa malægóʼ mu/ (‚Was möchtest du?‘).
Spanische Lehnwörter hingegen bewahren oft ihr ursprüngliches Betonungsmuster, sodass hier nicht unbedingt die Pänultima den Wortakzent trägt.
In einigen Wörter ist die Betonung außerdem bedeutungsunterscheidend, so wie bei /móhon/ (‚wollen‘) und /mohón/ (‚Grenze‘).

## Grammatik
Chamorro ist eine agglutinierende Sprache: Zum Ausdruck grammatischer Funktionen werden Wurzeln mit Affixen versehen.
Tatsächlich werden im Chamorro sehr viele Affixe verwendet, wobei es, wie zum Beispiel auch im Deutschen, sowohl Derivationsaffixe als auch Flexionsaffixe gibt. Realisiert werden diese als Präfixe, Suffixe oder Infixe.
Affixe dienen im Chamorro unter anderem auch dazu, eine Wortart in eine andere zu verwandeln. Mit dem Infix -um-  beispielsweise können sowohl Adjektive als auch Nomen verbal gebraucht werden:
katpenteru (‚Tischler‘)
Kumatpenteru yoʼ. (‚Ich werde Tischler.‘)

### Wortarten und ihre Morphologie

#### Nomen
- Numerus: Bei der Deklination der Nomen im Chamorro spielt vor allem Numerus eine Rolle. Es gibt zwei Möglichkeiten, um am Nomen Plural anzuzeigen: Einerseits wird, wie bei Verben, das man-Präfix verwendet, wenn das Nomen als Prädikat eines (verblosen) Satzes dient:

```
:{|
```

|-
| man-emfetmera || hit
|-
| PL-nurse || we 
|-
| colspan='2' | ‚Wir sind Krankenschwestern.'
|-
|}
Wenn dies nicht der Fall ist, dann folgt dem Nomen außerdem siha (das Pronomen der 3. Person Plural des yo-Paradigmas) als Pluralmarker. Da jedoch in vielen Fällen das man-Präfix ohnehin bereits den Plural anzeigt, wird aus Ökonomiegründen oft auf siha verzichtet.
Neben dieser systematischen Pluralkennzeichnung gibt es auch einige unregelmäßige Nomen, die eigene Pluralformen besitzen. Dabei handelt es sich stets um Nomen, die sich auf Personen beziehen:
lahi (‚Mann‘) – lalahi (‚Männer‘)
palaoʼan (‚Frau‘) –  famalaoʼan (‚Frauen‘)
- Genus: Eine Genus-Unterscheidung, wie sie beispielsweise im Deutschen üblich ist, nimmt das Chamorro nicht vor.

- Kasus: Die Kategorie Kasus spielt zwar eine Rolle, allerdings nicht bei Nomen. Das Chamorro besitzt ein System der Gespaltenen Ergativität, was bedeutet, dass es sowohl Akkusativ- als auch Ergativmuster verwendet. Deutlich wird dies jedoch nur bei Pronomen (siehe Unterscheidung definiter und indefiniter Objekte).[5]

#### Verben
Das System der Flexion von Verben im Chamorro ist verhältnismäßig kompliziert. Die Kategorien, die durch Präfixe direkt am Verb angezeigt werden, sind Modus, Numerus und Person:
- Modus: Hier wird im Chamorro zunächst zwischen Realis und Irrealis unterschieden. Darüber hinaus existiert auch ein Imperativ, der genauso gebildet wird wie das Futur. Andere Modi werden im Chamorro nicht in der Morphologie des Verbes, sondern durch die Verwendung bestimmter Ausdrücke angezeigt. Der Konditional kann beispielsweise ausgedrückt werden, indem man yanggen (‚falls‘) für die Konstruktion des Satzes benutzt.

- Numerus: Das Chamorro differenziert zwischen Plural, Dual (der Form für zwei Personen) und Singular.

- Person: Es gilt hier zu beachten, dass bei der ersten Person Plural zwischen dem inklusiven und exklusiven ‚wir‘ unterschieden wird, je nachdem, ob der Angesprochene miteinbezogen ist oder nicht.

- Aspekt: Auch Aspekt wird im Chamorro an Verben  angezeigt, allerdings nicht durch Präfixe. Unterschieden wird in neutralen Aspekt, der nicht markiert wird, und Progressiv. Der Progressiv wird durch Reduplikation gekennzeichnet: taitai (‚lesen‘) – tataitai (‚dabei sein zu lesen‘).

- Tempus: Das Tempus wird im Chamorro nicht direkt am Verb ausgedrückt, sondern auf der Satzebene. Chamorro unterscheidet in Futur und Nicht-Futur, wobei letzteres Präsens und Vergangenheit einschließt. Zur Anzeige des Futurs gibt es eine größere Anzahl Futur-Marker, wobei para der häufigste ist. Er wird der Verbalphrase vorangestellt:

| Hafa                | para | un  | bida? |
| what                | FUT  | you | do    |
| ‚Was wirst du tun?‘ |      |     |       |
Neben den verschiedenen Markern zeichnet sich das Futur generell durch drei Eigenschaften aus:
1. Es wird die Grundform des Verbs (d. h. ohne Affixe) gebraucht.
2. Es werden immer die hu- Pronomen verwendet (siehe Pronomen).
3. Die man-Präfixe zur Pluralmarkierung und zur Kennzeichnung eines indefiniten Objekts werden zu fan-.

- Diathese: Auch das Passiv wird im Chamorro mithilfe der Affigierung des Verbs gebildet: Das Infix -in- wird gebraucht, wenn der Agens im Singular oder Dual steht, das Präfix ma-, wenn der Agens Plural ist. Darüber hinaus gibt es ein Antipassiv, das in Ergativsprachen häufig vorkommt. Dieses wird mit dem Präfix man- (im Realis) oder fan- (im Irrealis) gebildet.[6]

Diese Kategorien Modus, Numerus und Aspekt werden jedoch nicht bei allen Verben gleichermaßen angezeigt. So spielt bei intransitiven Verben im Realis die Kategorie Person keine Rolle – in diesem Paradigma werden lediglich Modus und Numerus markiert. Hier wird zum Ausdruck des Plurals, unabhängig von der Person, immer das Präfix man- an das Verb gefügt.

#### Adjektive
Dient das Adjektiv als Prädikat eines Satzes, wird daran Plural markiert, und zwar auf die gleiche Weise wie bei intransitiven Verben und Nomen: Steht das Subjekt im Plural, wird das Präfix man- angefügt.
| Man-magof                             | siha | gi | gipot |
| PL-happy                              | they | at | party |
| ‚Sie wurden auf der Party glücklich.‘ |      |    |       |
Auch der Komparativ wird mithilfe von Affixen realisiert. Werden zwei Dinge oder Personen miteinander verglichen, erhält das Adjektiv das Suffix -ña, soll eine bloße Steigerung ausgedrückt werden, gebraucht man das Präfix láʼ-. Es gibt im Chamorro nicht die Möglichkeit, Adjektive adverbial zu verwenden. Zur Modifizierung von Verben gibt eine eigene Klasse von Ausdrücken, die allerdings von den Adjektiven verschieden ist. Ob diese Ausdrücke als Adverbien bezeichnet werden sollten, ist umstritten. Während Costenoble 1940 dies annimmt, bezeichnet Topping 1973 Wörter, die für diese Klasse in Frage kämen, ganz allgemein als Modifikatoren (‚modifiers‘), da sie ebenso als Prädikate oder zur Modifizierung von Nomen auftreten können.

#### Pronomen
Es gibt vier Klassen von Pronomen im Chamorro:
- hu- Pronomen sind ergativische Pronomen. Sie dienen als Subjektpronomen und stehen stets präverbal, also vor dem Verb (Beispiele siehe Unterscheidung definiter und indefiniter Objekte).

- yo- Pronomen können als absolutivische Pronomen bezeichnet werden, die dem Verb folgen. Sie werden meist als Objekt eingesetzt, können jedoch in einigen Fällen auch die Subjektrolle übernehmen.

- Possessivpronomen sind gebundene Morpheme und werden an die dazugehörigen Nomen angefügt. Da sie eine Verschiebung der Wortbetonung auslösen, können sie als Klitika bezeichnet werden: karéta (‚Auto') – karetá-hu (‚mein Auto‘)

- Emphatische Pronomen werden dann gebraucht, wenn das Subjekt des Satzes hervorgehoben werden soll (siehe Fokus).

#### Präpositionen
Von den im Chamorro vorhandenen Präpositionen stammen die meisten aus dem Spanischen. Dies lässt darauf schließen, dass es vor dem Einfluss des Spanischen andere Möglichkeiten zum Ausdruck solcher Konzepte gab.
Die aus dem Chamorro stammenden Präpositionen sind gi (viele verschiedene Bedeutungen), giya (für Ortsnamen), as (für Ortsangaben), para (‚zu‘) und ginen (‚von‘). Es folgt ein Beispiel:
| Matto                  | gue | gi | painge     |
| come                   | he  | in | last night |
| ‚Er kam letzte Nacht.‘ |     |    |            |
Die entlehnten spanischen Präpositionen sind zu unterscheiden in die, die auch in Kombination mit Chamorro-Wörtern gebraucht werden und in diejenigen, die nur in idiomatischen Ausdrücken vorkommen. Zu den ersteren gehören: desde, asta (Span. hasta), sin, pot (Span. por) und kontra (Span. contra). Die Präpositionen di (Span. de) und kon (Span. con) hingegen werden nur in festen Redewendungen gebraucht.

#### Artikel
Chamorro besitzt allgemeine Artikel und Artikel für Eigennamen. Die Artikel für Eigennamen sind si und as (für Namen von Personen) und iya (für Ortsnamen). Diese Artikel sind obligatorisch, auch wenn es in der deutschen Übersetzung meist keine Entsprechung für sie gibt:
Si Nana. (‚Mutter‘)
Si Magaʼlahi. (‚Gouverneur, Präsident‘)
Die allgemeinen Artikel sind i, ni und nu. Dabei wird i für definite, spezifische Nomen gebraucht, während die Bedeutung von ni und nu im Deutschen oft nur mit Hilfe von Präpositionen umschrieben werden kann.
Neben diesen Artikel, die aus dem Chamorro stammen, wurden auch drei Artikel aus dem Spanischen entlehnt: un, la und las. Alle drei treten jedoch nur in festen Wendungen auf. Las beispielsweise wird nur für die Ansage der Uhrzeit verwendet:
Dies pasao las tres (‚Zehn nach drei‘)

### Syntax

#### Grundsatztypen
Im Chamorro lassen sich vier Grundsatztypen unterscheiden:
- Transitive Sätze bestehen aus einem Subjekt, dem Verb und einem Objekt, wobei hier die unmarkierte Wortstellung VSO ist. Sie kann jedoch auch ohne Bedeutungsunterschiede zu SVO geändert werden.

| Ha                              | fahan | si  | Juan | i   | chandia    |
| he                              | buy   | ART | Juan | ART | watermelon |
| 'Juan kaufte die Wassermelone.' |       |     |      |     |            |
- Auch in intransitiven Sätzen, die nur aus Subjekt und Verb bestehen, steht das Verb in den meisten Fällen satzinitial:

| Bumabaila          | i   | palao’an |
| dance              | ART | woman    |
| ‚Die Frau tanzte.‘ |     |          |
- Als Zustandssätze werden Sätze bezeichnet, die kein Verb enthalten. Hier dient entweder ein Nomen oder ein Modifikator als Prädikat des Satzes. Im folgenden Satz ist das Nomen mediku (‚Arzt‘) das Prädikat:

| Mediku           | si  | Juan |
| doctor           | ART | Juan |
| ‚Juan ist Arzt.' |     |      |
- Als existentielle Sätze schließlich bezeichnet man Sätze, die mit bestimmten unregelmäßigen Verben gebildet werden. Zu diesen gehören unter anderem gai (‘haben’), tai (‘nicht haben’), gaige (‚anwesend sein‘) und ya (‘mögen’). Mit diesen Verben  beschreiben die Sätze stets die (Nicht-)Existenz einer Sache oder einer Person an einem Ort. Das folgende Beispiel illustriert diesen Satztypen:

| Gaige                    | yo‘ | gi | eskuela |
| be present               | I   | in | school  |
| ‚Ich war in der Schule.‘ |     |    |         |

#### Fragen
Fragen werden mit ‚Fragewörtern‘ gebildet. Von diesen gibt es wiederum eine große Anzahl. Sie stehen an erster Stelle im Satz, während es sonst keine weiteren Regeln für die Wortstellung in Fragen gibt.
Ein ganz allgemeines Fragewort ist kao, das Sätze in Entscheidungsfragen verwandelt:
Mediku gueʼ. (‚Er ist Arzt.’)
Kao mediku gue’? (‚Ist er Arzt?’)
Zwei andere häufig auftretende Fragewörter sind hafa (‚was’) und manu (‚welche‘/‚wo’):
Hafa este? (‚Was ist das?’)
Manu na mannok i gaʼ-mu? (‚Welches Huhn ist deines?’)

#### Aktantenmarkierung
Da es im Chamorro keine ditransitiven, sondern nur transitive Verben gibt, gibt es höchstens ein Objekt im Satz. Dieses wird seiner Definitheit entsprechend markiert: Ein indefinites Objekt enthält eine andere Kennzeichnung als ein definites. Dieses Phänomen wird in einem eigenen Abschnitt genauer dargestellt.

#### Negation
Zum Ausdruck der Negation stehen im Chamorro verschiedene Negationswörter zur Verfügung. Am häufigsten wird ti gebraucht, das entweder dem ganzen Satz vorangestellt werden kann oder nur einzelnen zu negierenden Wörtern:
| Ti                                | umoʼmak | yo’ | nigap     |
| NEG                               | bath    | I   | yesterday |
| ‚Ich habe gestern nicht gebadet.‘ |         |     |           |
| Ti                         | dankolo | i   | tronko |
| NEG                        | big     | ART | tree   |
| ‚Der Baum ist nicht groß.‘ |         |     |        |
Ähnlich dem Negationswort ti gibt es noch eine Anzahl weiterer Marker, die meist nur in bestimmten sprachlichen Kontexten verwendet werden können. Einige Beispiele sind: taya (‚es gibt nicht‘), taya’nai (‚nie‘) und aheʼ (‚nein‘).

## Fokus
Im Chamorro existieren verschiedene Arten von Fokus, die auf unterschiedliche Art und Weise gekennzeichnet werden. Hier soll die Fokusmarkierung anhand zweier Beispiele illustriert werden: Agensfokus und Benefaktivfokus. In beiden Fällen wird der Fokus durch Affixe und durch die Wahl der Pronomen und Artikel ausgedrückt; die Wortstellung ist für die Fokussierung von Elementen im Chamorro nicht relevant.
Mit dem Agensfokus wird der Handelnde des Satzes hervorgehoben. Dies geschieht einerseits mit einem der beiden Affixe -um- und man- (bei indefinitem Objekt) und andererseits mit dem emphatischen Pronomen guahu:
Hu li’eʼ i palao’an. (‚Ich sah die Frau.‘) – ohne Fokus
Guahu lumi’e’ i palao’an. (‚Ich bin derjenige, der die Frau sah.’)
Der Benefaktivfokus fokussiert den von einer Handlung Profitierenden. Hierzu wird das Suffix -iyi und der Artikel i oder si gebraucht:
Hu kantayi si Maria. (‚Ich sang für Maria.’)
Neben diesen Fokustypen gibt es noch einige weitere, wie zum Beispiel den Zielfokus, die jedoch auf vergleichbare Art und Weise formal gekennzeichnet werden.

## Unterscheidung definiter und indefiniter Objekte
Ein interessantes Phänomen im Chamorro ist die Art und Weise, wie definite von indefiniten Objekten unterschieden werden. Hierzu ist die Struktur des Verbes, die Wahl des Subjektpronomens und der Artikel vor dem Objekt relevant.
Die folgenden Beispiele zeigen, wie stark sich die entsprechenden Sätze voneinander unterscheiden:
| Ha                      | pacha | i   | tronko |
| he                      | touch | ART | tree   |
| ‚Er berührte den Baum.’ |       |     |        |
| Ma-macha                  | gue’ | tronko |
| INDF OBJ-touch            | he   | tree   |
| ‚Er berührte einen Baum.’ |      |        |
In der folgenden Tabelle sind die entscheidenden Unterschiede dargestellt:
| Definites Objekt                   | Indefinites Objekt                               |
| ---------------------------------- | ------------------------------------------------ |
| Subjekt im Singular:               |                                                  |
| kein Präfix                        | man-Präfix vor Verb (‚indefinite object marker') |
| hu- Subjektpronomen                | yo- Subjektpronomen                              |
| definiter i -Artikel vor Objekt-NP | kein Artikel vor Objekt-NP                       |
| Subjekt im Plural:                 |                                                  |
| kein Präfix                        | zusätzliches man-Präfix für Plural am Verb       |

Zum einen gibt es einen Marker für indefinite Objekte, nämlich das Präfix man-. Steht das Subjekt im Plural, so wird dies nur im Falle eines indefiniten Objektes am Verb markiert, und zwar durch ein weiteres man-Präfix.
Daneben ist auch die Wahl des Subjektpronomens entscheidend, wenn eines vorhanden ist:
Ist der Patiens definit, wird der Agens ergativisch kodiert, also mit einem hu-Pronomen (im obigen Beispiel: ha – 3.Ps.Sg.). Ist der Patiens jedoch indefinit, so darf der Agens nicht ergativisch kodiert sein, weshalb hier ein yoʼ-Pronomen (im zweiten Beispiel: gue – 3.Ps.Sg.), also ein absolutivisches, gebraucht wird.
Dies ist auf den ersten Blick ungewöhnlich, da in beiden Fällen ein transitiver Satz vorliegt und der Absolutiv eigentlich nur in intransitiven Sätzen das Subjekt markiert. Man spricht hier von Gespaltener Ergativität (Split-Ergativität), da im Falle eines indefiniten Patiens „das Partizipationssystem des Chamorro in zwei Teile, ein ergativisches und ein akkusativisches“ gespalten wird. Zu erklären ist dies damit, dass Sätze mit einem indefiniten Patiens keine „vollgültigen transitiven Konstruktionen“ sind, bei der die Ergativität wirksam wird.
Darüber hinaus gibt es Verben, die unterschiedliche Verbformen für Sätze mit definiten und indefiniten Objekten besitzen. Ein besonders deutliches Beispiel ist das folgende, in dem ‚essen‘ einmal durch das Verb kanno und einmal durch chocho ausgedrückt wird. (In das Wort chocho wurde im folgenden Beispiel ein Infix -um- eingefügt.)
Hu kannoʼ i ates. (‚Ich aß den Zuckerapfel.‘)
Ch<um>ocho yoʼ ates. (‚Ich aß einen Zuckerapfel.‘)
Die formalen Markierungen, die für die Kennzeichnung indefiniter Objekte typisch sind, können allerdings auch in intransitiven Sätzen auftreten, die gar kein Objekt enthalten. Dies entspricht dann einem transitiven Satz mit einem nicht-spezifizierten Objekt:
| Man-espi~pia       | gue’ |
| INDF OBJ-look~PROG | he   |
| ‚Er schaut herum.‘ |      |

## Wortschatz
Chamorro wurde von verschiedenen Spracheinflüssen geprägt. Dazu gehört in erster Linie das Spanische, aber es gibt auch eine Beeinflussung durch Deutsch, Japanisch und Englisch. Beeinflusst wurde stets nur das Lexikon, nicht die Grammatik des Chamorro.
Der starke spanische Einfluss zeigt sich in Lehnwörtern, Phrasen und in einigen Anleihen aus dem spanischen Lautsystem (siehe Lautsystem). Das folgende Beispiel illustriert, wie Lehnwörter im Chamorro angepasst wurden:
Spanisch: libro → Chamorro: lebplo
Das Deutsche hatte nur wenig Einfluss auf die Sprache, weil die Deutschen nur eine kurze administrative Tätigkeit ausübten. Ähnlich verhält es sich mit dem Japanischen. Auch hier gibt es lediglich einige Lehnwörter im Lexikon (z. B. chirigameʼ – ‚Toilettenpapier’).
Das Englische spielt eine größere Rolle. Auch hier gibt es angepasste Lehnwörter:
Englisch: bowling → Chamorro: bumóling
Es wurden aber auch ganze Phrasen  übernommen, so zum Beispiel I mean. Heute spielt Englisch auf den Marianen und Guam vor allem in der jüngeren Generation eine große Rolle, so dass die Angst besteht, dass die zunehmende Amerikanisierung das Chamorro verdrängt.

## Schrift
Verschriftlicht wurde Chamorro wohl das erste Mal 1668 von Pater Sanvitores. Später gab es darüber hinaus viele Texte von spanischen Priestern, sodass das Spanische einen beträchtlichen Einfluss auf das Schriftsystem des Chamorro hatte. Zu dieser Zeit war das Alphabet jedoch noch sehr ungenau, da nicht alle Laute erfasst waren.
Zu einem Problem wurde diese ungenaue Fassung, als die Chamorro-Generation nach dem Zweiten Weltkrieg als erste systematisch lernte, die Sprache zu lesen und zu schreiben. Aus diesem Grund legte das Chamorro Orthography Committee 1971 ein neues Schriftsystem fest, wobei nicht nur die alphabetischen Symbole bestimmt wurden, sondern auch Konventionen zur Groß- und Kleinschreibung, zur Schreibung von Namen und Regeln, wie Laute in bestimmten Umgebungen dargestellt werden sollten.
Das Alphabet umfasst nach dieser Konvention folgende Zeichen:
ʼ (Knacklaut), a, å, b, ch, d, e, f, g, h, i, k, l, m, n, ñ, ng, o, p, r, s, t, u, y

## Bisherige Forschung

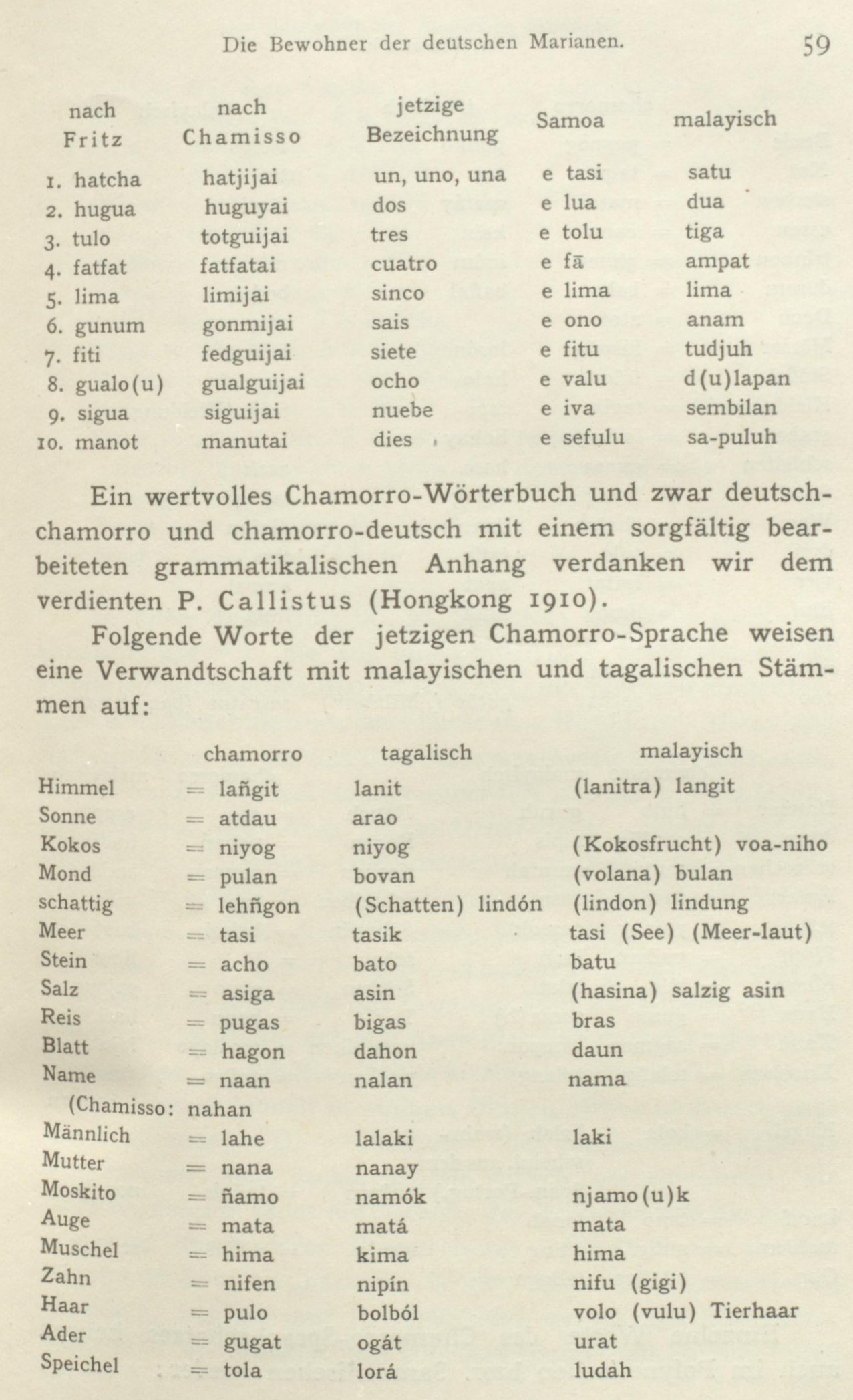
Beispiele aus Callistus’ Chamorro-Wörterbuch bei Stanislaus von Prowazek: Die deutschen Marianen (1913)

Neben der Arbeit von Pater Sanvitores wurden noch einige andere Grammatiken zum Chamorro veröffentlicht. Zu nennen sind beispielsweise die von Safford 1909, von Callistus 1910 oder von Costenoble 1940.
In den letzten Jahren wurden schließlich einige Arbeiten geschrieben, die sich mit bestimmten grammatischen Phänomenen der Sprache beschäftigen. Das Buch von Chung 1998 („The Design of Agreement. Evidence from Chamorro“) ist beispielsweise ein umfangreiches Werk zur Kongruenzmarkierung im Chamorro. 2004 veröffentlichte Chung ein weiteres Buch, in Zusammenarbeit mit Ladusaw („Restriction and Saturation“).
Darüber hinaus wurde Chamorro in den letzten Jahren vor allem wegen seines Systems der Gespaltenen Ergativität in linguistischen Texten behandelt.
Seit 2009 beschäftigt sich auch das Chamorrica-Projekt mit der englischen Re-Editierung von Werken über das Chamorro.